# Église de la Nativité-de-la-Vierge des Noës-près-Troyes
L'église de la Nativité-de-la-Vierge est une église située aux Noës-près-Troyes, en France.

## Description
Cette église date du XVIe siècle, sur un plan rectangulaire avec l'abside en saillie. La nef est  à cinq travée avec des piliers ronds.
Elle a comme mobilier des stalles du XVIe siècle, une croix du XIIe siècle en bronze actuellement au trésor de la cathédrale de Troyes des fonts baptismaux de 1654 de Nicolas Herluisson.

### Images

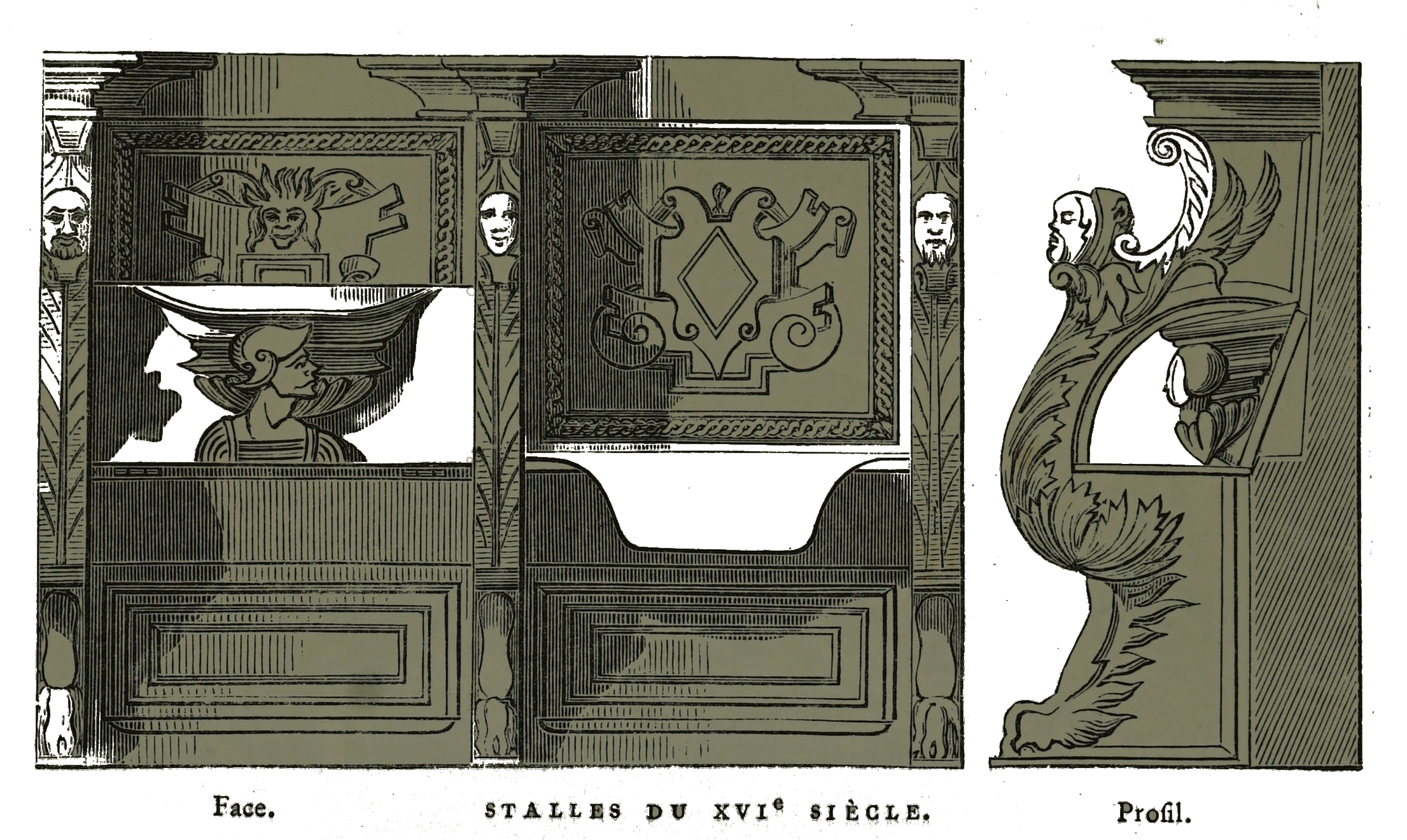
Stalles,
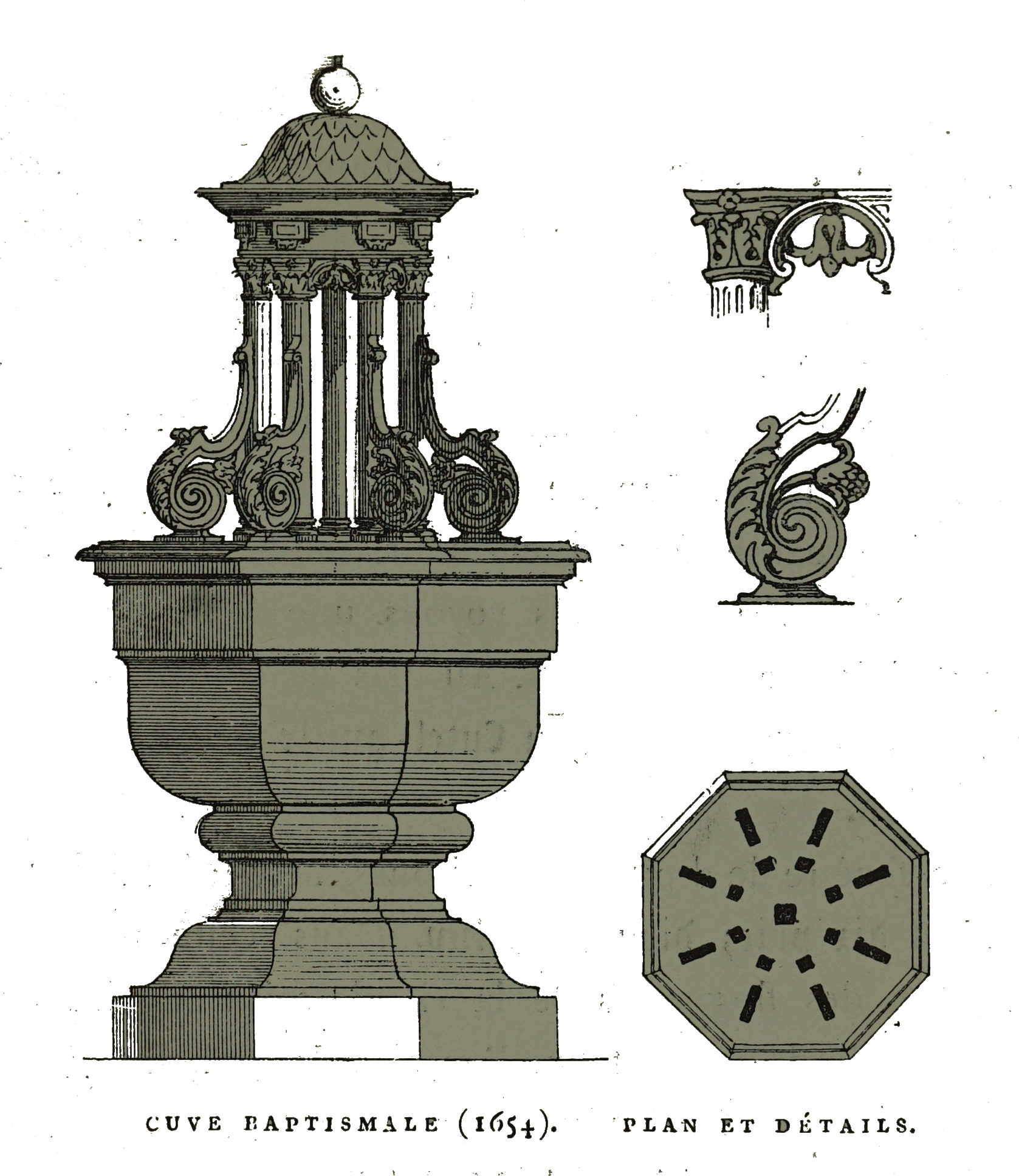
fonts,
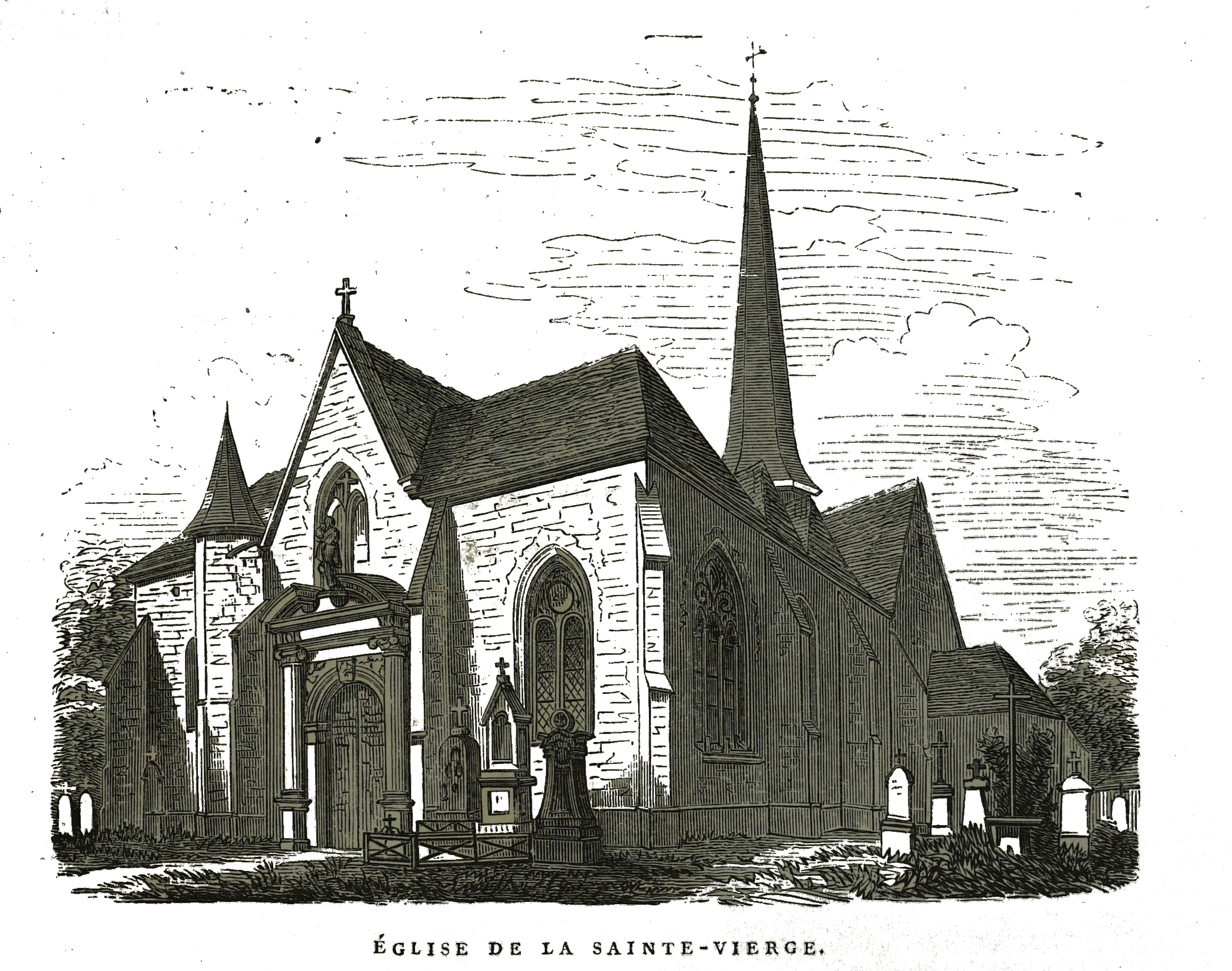
avec l'ancien clocher, dessin de Charles Fichot,
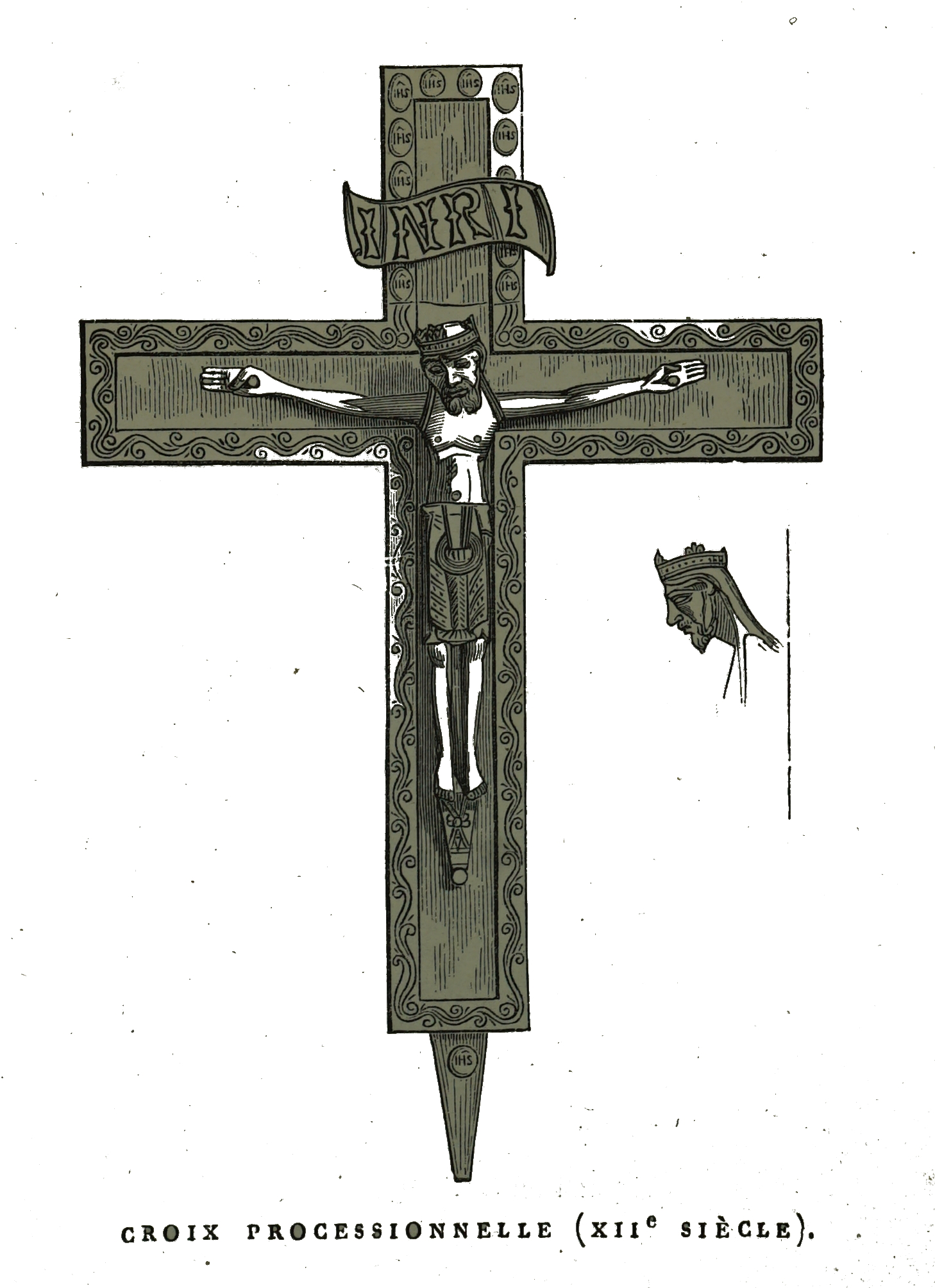
croix processionnelle du XIIe siècle.

## Localisation
L'église est située sur la commune des Noës-près-Troyes, dans le département français de l'Aube.

## Historique
La paroisse n'avait,au début, qu'une chapelle qui dépendait de Saint-Martin-ès-Vigne, qui était à la collation de l'abbé de Montiéramey. La chapelle devint église paroissiale ne 1174 par accord de l'évêque et de l'abbé. 
L'édifice est classé au titre des monuments historiques en 1907.